# Linda Chung Ka-Yan
Linda Chung Ka-Yan 鍾嘉欣 (Maple Ridge (Brits-Columbia), 9 april 1984) (jiaxiang: Guangdong, Maoming, Gaozhou) is een Chinees-Canadese zangeres, filmactrice en actrice die voor TVB werkt.

## Prijzen
- Miss Chinese Vancouver 2003
- Miss Photogenic (Miss Chinese Vancouver 2003)
- Miss Talent (Miss Chinese Vancouver 2003)
- Miss Snow Beauty (Miss Chinese Vancouver 2003)
- Miss Chinese International 2004
- TVB Anniversary Awards Most Improved Female Actress Award 2006

## Filmografie

### Televisieseries
| Year         | Title                  | Role                        | Notes        |
| ------------ | ---------------------- | --------------------------- | ------------ |
| 2004         | Virtues Of Harmony II  | Michelle (洪白嵐)           |              |
| 2005         | Fantasy Zone           | Cathy                       |              |
| 2005         | Always Ready           | Sandra (施楚淇)             |              |
| 2006         | The Bitter Bitten      | Lo Dan (路丹)               |              |
| 2006         | Forensic Heroes        | Lam Ding-Ding (林汀汀)      |              |
| 2007         | Heavenly In-Laws       |                             |              |
| 2007         | Best Bet               | To Lai-Ying/Sheila (杜麗瑩) |              |
| 2007         | Heart of Greed         | Sheung Joi-Sum (常在心)     |              |
| 2008         | A Journey Called Life  | Sze Ka-Ka (施嘉嘉)          |              |
| 2008         | Forensic Heroes II     | Lam Ding-Ding (林汀汀)      | gastrol      |
| 2008         | Moonlight Resonance    | Yu So-Sum (于素心)          |              |
| 2008         | Legend of the Demigods | So Choi-Chi(蘇彩芝)         |              |
| in productie | The Gem of Life        | Sung Chi-Ling (宋子淩)      | in productie |

### Films
| Year | Title                  | Role        | Notes          |
| ---- | ---------------------- | ----------- | -------------- |
| 2007 | Love Is Not All Around | Ching-ching |                |
| 2008 | Playboy Cops           | Lisa        |                |
| 2008 | L For Love♥ L For Lies | Yan         | Guest Starring |

- Library of Congress Control Number: no2009161760
- MusicBrainz: f468b272-235e-4d31-851a-a1d9859ac89a
- Virtual International Authority File: 101502198
- WorldCat: E39PBJdgYFj9Q9BjxKPXBD3G73